# Aleksander Sabliński

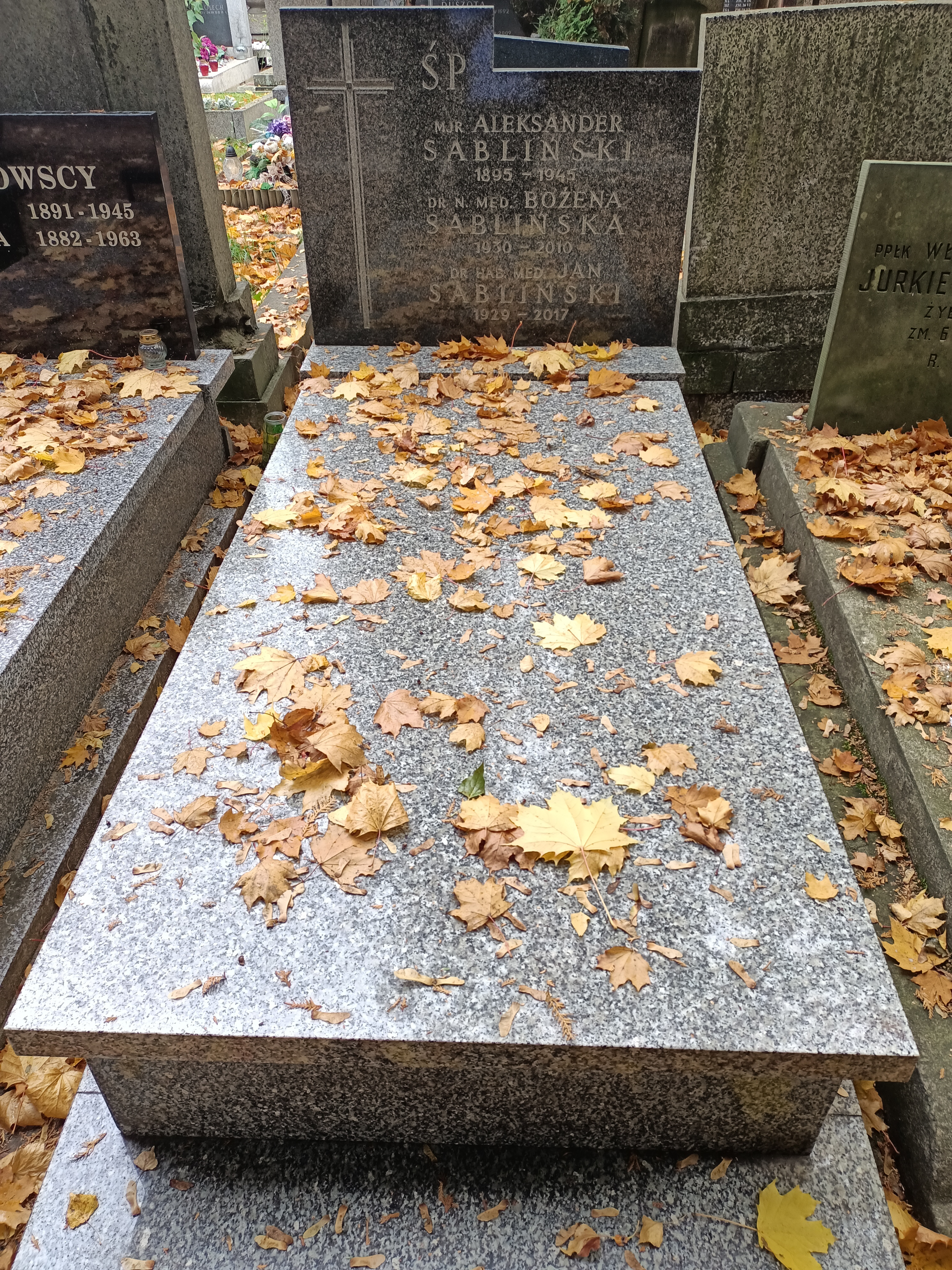
Grób Aleksandra Sablińskiego na Cmentarzu Wojskowym na Powązkach

Aleksander Bolesław Sabliński (ur. 10 lutego 1895 w Sołtanówce, zm. 14 września 1944) – major piechoty Wojska Polskiego.

## Życiorys
Urodził się 10 lutego 1895 w Sołtanówce, w ówczesnym powiecie rohaczewskim guberni mohylewskiej.
Po zakończeniu I wojny światowej i odzyskaniu przez Polskę niepodległości został przyjęty do Wojska Polskiego. 19 sierpnia 1920 roku został zatwierdzony z dniem 1 kwietnia 1920 roku w stopniu kapitana, w piechocie, w grupie oficerów byłych Korpusów Wschodnich i byłej armii rosyjskiej. 1 czerwca 1921 roku pełnił służbę w 29 pułku piechoty. 3 maja 1922 roku został zweryfikowany w stopniu kapitana ze starszeństwem z dniem 1 czerwca 1919 roku i 291. lokatą w korpusie oficerów piechoty, a jego oddziałem macierzystym był nadal 29 pp w Kaliszu. W latach 1923–1924 pełnił służbę w 2 pułku strzelców podhalańskich w Sanoku. W 1923 roku pełnił w tym oddziale obowiązki komendanta kadry batalionu zapasowego. 1 grudnia 1924 roku awansował na majora ze starszeństwem z dniem 15 sierpnia 1924 roku i 85. lokatą w korpusie oficerów piechoty. 20 października 1924 roku został przeniesiony do Korpusu Ochrony Pogranicza na stanowisko dowódcy 8 batalionu granicznego w Stołpcach. W czerwcu 1927 roku został przeniesiony z KOP do 13 pułku piechoty w Pułtusku na stanowisko dowódcy I batalionu. 12 marca 1929 roku został przeniesiony do Powiatowej Komendy Uzupełnień Sieradz na stanowisko pełniącego obowiązki kierownika referatu I. 31 marca 1930 roku został przeniesiony do Powiatowej Komendy Uzupełnień Włodzimierz Wołyński na stanowisko komendanta. 20 września 1930 roku został przeniesiony do Powiatowej Komendy Uzupełnień Płock na stanowisko komendanta. 30 marca 1934 roku został zwolniony z zajmowanego stanowiska i pozostawiony bez przynależności służbowej z równoczesnym oddaniem do dyspozycji dowódcy Okręgu Korpusu Nr I. Z dniem 30 czerwca 1934 został przeniesiony w stan spoczynku.
Zmarł 14 września 1944. Został pochowany na Cmentarzu Wojskowym na Powązkach w Warszawie (kwatera A4-1-13).

## Ordery i odznaczenia
- Krzyż Walecznych czterokrotnie[22][23]
- Medal Zwycięstwa

4 grudnia 1933 Komitet Krzyża i Medalu Niepodległości odrzucił wniosek o nadanie mu tego odznaczenia „z powodu braku pracy niepodległościowej”.